# Battle K-Road
Battle K-Road (バトルクロード?, Batoru Ku-Rodo) è un videogioco di tipo picchiaduro a incontri sviluppato e pubblicato nel 1994 dalla Psikyo; negli Stati Uniti la distribuzione venne affidata alla Jaleco.
Si ispira nei personaggi e in altri elementi ad atleti e organizzazioni di sport da combattimento del tempo.

## Modalità di gioco
La giocabilità di Battle K-Road non si discosta di molto da quella di tutti gli altri picchiaduro a incontri del tempo; tra le poche novità apportate vi è la possibilità di mettere knockdown l'avversario e far ripartire l'incontro con la posizione dei lottatori di inizio round, e la particolarità che tale picchiaduro non presenta molte mosse speciali caratterizzate da proiettili di energia o simili elementi ballistici.
La particolarità principale del gioco sono i vari riferimenti ai tornei e promozioni di sport da combattimento che al tempo erano in forte ascesa in Giappone: il nome del gioco e la formula a torneo sembrano richiamare il K-1, mentre lo stile grafico nell'indicare i round è ispirato da quello dell'organizzazione RINGS; i lottatori selezionabili sono in rappresentanza di differenti stili di combattimento e molti di loro sono ispirati da reali interpreti del tempo.

## Personaggi

### Utilizzabili
- Anthony Hawk (stile: Karate)

Karateka chiaramente ispirato a Andy Hug, già campione di karate e kickboxing che nel 1996 andrà a vincere il torneo K-1; è presente anche il suo caratteristico calcio discendente tra le tecniche.
- Masamichi Ohyama (stile: Karate)

Ispirato a Masaaki Satake, karateka protagonista nei tornei K-1 di quegli anni.
- Rick Simpson (stile: Pugilato)

Pugile dilettante dei pesi massimi, ispirato a Tommy Morrison che nel 1993 fu campione del mondo WBO.
- Jeff Howard (stile: Pugilato)

Pugile afroamericano ispirato a George Foreman che proprio nel 1994 divenne campione del mondo IBF e WBA.
- Shinsaku Maekawa (stile: Muay thai)

Teenager praticante la muay thai; è basato sul kickboxer Kensaku Maeda.
- John Anderson (stile: Muay thai)

Tredicenne thaiboxer prodigio, acerrimo rivale di Shinsaku.
- Wolf (stile: Kombat sambo)

Militare esperto nell'arte marziale russa denominata Sambo; veste una divisa da spetsnaz ed è chiaramente ispirato allo shootfighter Volk Han, divenuto celebre in Giappone proprio in quegli anni come protagonista nell'organizzazione RINGS e che vanta un passato nell'armata rossa dove divenne un esperto di sambo; inoltre la parola in lingua inglese "Wolf" e quella in lingua russa "Volk" hanno il medesimo significato, ovvero "Lupo".
- Dan (stile: Kombat sambo)

Soldato sul quale non si hanno molte informazioni; alcuni suoi elementi estetici sono ispirati a Dan Moroboshi della serie televisiva Ultraseven.
- Cyborg D-9F (stile: Shootfighting)

Cyborg dallo stile di combattimento molto variegato; è ispirato allo shootfighter e lottatore di MMA olandese Dick Vrij, al tempo famoso in Giappone per la sua presenza nella promozione RINGS; il nome "D-9F" riporta le iniziali di Dick Vrij se traslitterate dai kanji, in quanto per il primo suono del cognome viene utilizzato il fonema "Fu".
- Cyborg T-8P (stile: Shootfighting)

Altro cyborg ispirato al modello T-800 della serie di film Terminator, interpretato da Arnold Schwarzenegger.
- Mitsuji Tanimachi (stile: Sumō)

Giovanissimo lottatore di sumō ispirato a Takanohana III, il quale fu yokozuna nel 1995 all'età di 23 anni.
- Harimaoh (stile: Sumō)

Navigato campione di sumō, è ispirato a Chiyonofuji che si ritirò dall'attività agonistica nel 1993.
- Tyssa Willing (stile: Jūjutsu)

Sedicenne romena praticante di jūjutsu; curiosamente ha un abbigliamento simile a quello di Yuri Sakazaki, personaggio del videogioco Art of Fighting 2 della SNK che uscì anch'esso nel 1994.
- Yuki Fujiwara (stile: Jūjutsu)

Altra giovanissima esperta di jūjutsu.

### Boss finali
- Mr. Bear

Il boss finale è un orso le cui tecniche speciali sono chiaramente copiate da quelle dei personaggi di scuola Ansatsuken della serie di videogiochi Street Fighter della Capcom, in particolare la tecnica Shoryuken e la tecnica Tatsumakisenpukyaku.